# ハウスドルフのパラドックス
ハウスドルフのパラドックス（英: Hausdorff paradox）とは、選択公理の仮定のもと、球面の逆説的な分解が存在することを主張した定理（疑似パラドックス）である。
つまり、選択公理を仮定すると、球面 K の分割 K = Q ∪ A ∪ B ∪ C であって、A, B, C, B ∪ C は互いに合同であり、Q は可算集合となるようなものが存在する。
いま、合同な図形に対して値が等しいような有限加法的測度が存在し、K の有限加法的測度が 1 であるとすると、A の測度は 1/2 にも 1/3 にもなり、矛盾が生じる。
この定理は、フェリックス・ハウスドルフにより、1914年に選択公理を使って証明され、『集合論基礎』(Grundzüge der Mengenlehre, Leipzig 1914) の巻末に採録された。フランスの数学者エミール・ボレルは、この結果を見て、選択公理に疑念を深めた。
また、1924年、ポーランドの数学者ステファン・バナッハ（バナフ）とアルフレト・タルスキは、ハウスドルフのパラドックスを援用して、バナッハ＝タルスキーのパラドックスを証明した。

## 証明の概略

### 球面の回転群の構成
{\displaystyle \varphi }をある軸の180度の回転、z軸の周りの120度の回転を{\displaystyle \psi }とする。
これらによって生成された群をGとする。
回転軸を適当に選べば、{\displaystyle \varphi ,\psi }は非可換であり、その積は1とならないことを示すことができる。
{\displaystyle \varphi ,\psi ,\psi ^{2}}の2つ以上からなる積は、以下の{\displaystyle \alpha ,\beta ,\gamma ,\delta }のタイプに分類される。ただし， {\displaystyle m_{1},m_{2},\dots ,m_{n}}は1または2である． 
{\displaystyle {\begin{array}{ccc}\alpha &=&\psi ^{m_{1}}\varphi \psi ^{m_{2}}\cdots \varphi \psi ^{m_{n}}\varphi \\\beta &=&\varphi \psi ^{m_{1}}\varphi \psi ^{m_{2}}\cdots \varphi \psi ^{m_{n}}\\\gamma &=&\varphi \psi ^{m_{1}}\varphi \psi ^{m_{2}}\cdots \varphi \psi ^{m_{n}}\varphi \\\delta &=&\psi ^{m_{1}}\varphi \psi ^{m_{2}}\cdots \varphi \psi ^{m_{n}}\end{array}}}
{\displaystyle \alpha \neq 1}であることが示されれば、{\displaystyle \beta ,\gamma ,\delta \neq 1}であることが分かる。
{\displaystyle \lambda =\cos {\frac {2}{3}}\pi =-{\frac {1}{2}},\;\;\;\mu =\sin {\frac {2}{3}}\pi ={\frac {\sqrt {3}}{2}},}
とすると、
{\displaystyle {\begin{array}{lcc}(\psi )&&\left\{{\begin{array}{l}x'=x\lambda -y\mu \\y'=x\mu +y\lambda \\z'=z\end{array}}.\right.\\(\varphi )&&\left\{{\begin{array}{l}x'=-x\cos \vartheta +z\sin \vartheta \\y'=-y\\z'=x\sin \vartheta +z\cos \vartheta \end{array}}\right.\\(\psi \varphi )&&\left\{{\begin{array}{l}x'=-x\lambda \cos \vartheta +y\mu +x\lambda \sin \vartheta \\y'=-x\mu \cos \vartheta -y\lambda +z\mu \sin \vartheta \\z'=x\sin \vartheta +z\cos \vartheta \end{array}}\right.\end{array}}}
であり、{\displaystyle (\psi ^{2}\varphi )}は、{\displaystyle (\psi \varphi )}の式の{\displaystyle \mu }を {\displaystyle -\mu }で置き換えたものである。
{\displaystyle (\psi ^{2}\varphi )}または{\displaystyle (\psi \varphi )}のn個の積を {\displaystyle ^{t}(0,0,1)} に作用させると、
{\displaystyle {\begin{array}{ccc}x&=&\sin \vartheta (a\cos \vartheta ^{n-1}+\ldots )\\y&=&\sin \vartheta (b\cos \vartheta ^{n-1}+\ldots )\\z&=&c\cos \vartheta ^{n}+\ldots \end{array}}}
であることが分かる．
{\displaystyle \alpha }による {\displaystyle ^{t}(0,0,1)} の変換結果のz座標は
{\displaystyle z=\left({\frac {3}{2}}\right)^{n-1}\cos \vartheta ^{n}+\cdots }
である。右辺は{\displaystyle \cos \vartheta }の多項式であり、係数は代数的数である。{\displaystyle \vartheta }を選んで、{\displaystyle \cos \vartheta }が超越数なるようにすれば、任意の n > 0 に対して、z ≠ 1 とすることができる。

### 群Gの分割
回転 (G) を3つの集合A, B, Cに分割することができる。
- Aが単位元1を持つ。
- {\displaystyle \rho }がAに属するとき、{\displaystyle \varphi \rho }はA + Bに属する。
- {\displaystyle \rho }がAに属するとき、{\displaystyle \psi \rho ,\psi ^{2}\rho }はそれぞれB, Cに属する。

#### 手続き (1)
1は、Aに属するものとする。{\displaystyle \varphi ,\psi }はBに属するものとする。{\displaystyle \psi ^{2}}はCに属するものとする。

#### 手続き (2)
{\displaystyle \psi _{n}}を先頭が{\displaystyle \psi }又は{\displaystyle \psi ^{2}}であるような、{\displaystyle \varphi ,\psi ,\psi ^{2}}のn個の積とする。
{\displaystyle \varphi _{n}}を先頭が{\displaystyle \varphi }であるような、{\displaystyle \varphi ,\psi ,\psi ^{2}}のn個の積とする。
{\displaystyle \psi _{n}}がA, B, Cに属するならば、{\displaystyle \varphi \psi _{n}}はB, A, Aに属するようにする。
{\displaystyle \varphi _{n}}がA, B, Cに属するならば、{\displaystyle \psi \varphi _{n}}はB, C, Aに属するようにする。{\displaystyle \psi ^{2}\varphi _{n}}はC, A, Bに属するようにする。
このような手続きにより、Gは3つの集合に分けることが可能である（下図参照）。
{\displaystyle {\begin{array}{c|c|ccc|ccccc|ccccc|l}A&1&&&&\varphi \psi &,&\varphi \psi ^{2}&,&\psi ^{2}\varphi &\varphi \psi \varphi &&&&&\cdots \\B&&\varphi &,&\psi &&&&&&\varphi \psi ^{2}\varphi &,&\psi \varphi \psi &,&\psi \varphi \psi ^{2}&\cdots \\C&&&&\psi ^{2}&&&&&\psi \varphi &&&\psi ^{2}\varphi \psi &,&\psi ^{2}\varphi \psi ^{2}&\cdots \end{array}}}

### 選択公理の適用
1と異なるGの要素のKでの固定点をQとする。Qは可算集合である。P = K - Qと置く。xの軌道を{\displaystyle P_{x}}とすると、{\displaystyle P_{x}=P_{y}}か、{\displaystyle P_{x}\cap P_{y}=\emptyset }のいずれか1つが成り立つ。
そして{\displaystyle G=\bigcup _{x\in M}P_{x}}
である．

選択公理により、それぞれの軌道から代表元を選ぶことができる。これをMとする。
このとき
{\displaystyle {\begin{array}{lcc}A'&=&\{gx\,|\,g\in A,\,x\in M\}\\B'&=&\{gx\,|\,g\in B,\,x\in M\}\\C'&=&\{gx\,|\,g\in C,\,x\in M\}\end{array}}}
{\displaystyle A',B',C'}をA, B, Cと書き直すと{\displaystyle P=A\cup B\cup C}であり、 
{\displaystyle \varphi A=B\cup C\;,\psi A=B,\;\psi ^{2}A=C}
であるから、{\displaystyle A,B,C,B\cup C}は合同となる。よって定理は証明された。